# Monika Chróścielewska
Monika Chróścielewska, z domu Woźniak (ur. 14 sierpnia 1985) – polska judoczka, wicemistrzyni Europy.

## Kariera sportowa
Podczas mistrzostw Europy w 2010, w Wiedniu, zdobyła srebrny medal w drużynie, wraz z Małgorzatą Bielak, Katarzyną Kłys, Martą Kubań i Urszulą Sadkowską.
Reprezentuje barwy AZS-AWFiS Gdańsk.